# Caracala
Marco Aurélio Antonino (nascido Lúcio Septímio Bassiano, em latim Caracalla; perto de Lugduno, 4 de abril de 188 – Mesopotâmia, 8 de abril de 217) foi imperador romano de 198 a 217 d.C. Ele era membro da dinastia dos Severos, filho mais velho do imperador Septímio Severo e da imperatriz Júlia Domna. Severo proclamou Caracala co-governante em 198, fazendo o mesmo com seu outro filho, Geta, em 209. Após a morte de Severo em 211, os irmãos dividiram brevemente o poder, mas Caracala ordenou o assassinato de Geta pela Guarda Pretoriana, tornando-se o único governante do Império Romano. Júlia Domna teve um papel importante na administração, já que Caracala considerava a governança tediosa. Seu reinado foi marcado por instabilidade doméstica e invasões externas de povos germânicos.
Caracala promulgou a Constituição Antonina (em latim: Constitutio Antoniniana), também conhecida como "Edito de Caracala", que concedeu cidadania romana a todos os homens livres em todo o Império. O edito deu a todos os homens emancipados o praenomen e o nomen adotados por Caracala: "Marco Aurélio". Outros pontos importantes de seu reinado incluem a construção das Termas de Caracala, o segundo maior complexo de banhos da história de Roma, a introdução de uma nova moeda romana chamada antoninianus (uma espécie de duplo denário) e os massacres que ordenou, tanto em Roma quanto em outras partes do império. Em 216, Caracala iniciou uma campanha contra o Império Parta, mas foi assassinado por um soldado insatisfeito em 217, antes de concluir a campanha. Macrino o sucedeu como imperador três dias depois.
As fontes antigas retratam Caracala como um tirano cruel. Seus contemporâneos, Cássio Dio (c. 155 – c. 235) e Herodiano (c. 170 – c. 240), o descrevem como um soldado em primeiro lugar e um imperador em segundo. No século XII, Godofredo de Monmouth iniciou a lenda do papel de Caracala como rei da Bretanha. Mais tarde, no século XVIII, obras de pintores franceses reviveram imagens de Caracala devido a paralelos aparentes entre sua tirania e a atribuída ao rei Luís XVI (r. 1774–1792). Obras modernas continuam a retratar Caracala como um governante cruel, frequentemente considerado um dos mais tirânicos de todos os imperadores romanos.

## Nome
O nome de nascimento de Caracala era Lúcio Sétimo Bassiano. Ele foi renomeado como Marco Aurélio Antonino aos sete anos de idade como parte da tentativa de seu pai de se unir às famílias de Antonino Pio e Marco Aurélio. De acordo com o historiador do século IV Sexto Aurélio Vítor em sua Epítome dos Césares, se tornou conhecido pelo agnome "Caracala" por causa de uma túnica gaulesa com capuz que ele usava habitualmente e que estava na moda. Ele pode ter começado a usá-lo durante suas campanhas no Reno e no Danúbio. Dião Cássio, que ainda estava escrevendo sua Historia romana durante o reinado de Caracala, geralmente se referia a ele como "Tarautas", em homenagem a um famoso gladiador diminuto e violento da época, embora também o chame de "Caracallus" em várias ocasiões.

## Primeiros anos
Caracala nasceu em Lugduno, Gália (atual Lyon, França), em 4 de abril de 188. Era filho de Septímio Severo (r. 193–211) e Júlia Domna, o que lhe conferia ascendência paterna púnica e ascendência materna árabe. Era irmão mais velho de Geta, com quem governou brevemente como co-imperador. Caracalla tinha cinco anos quando seu pai foi aclamado Augustus em 9 de abril de 193.

### Caesar
No início de 195, Septímio Severo, foi adotado postumamente pelo imperador deificado (divus) Marco Aurélio (r. 161–180). Consequentemente, em 195 ou 196 Caracala recebeu o posto imperial de Caesar, adotando o nome de Marco Aurélio Antonino César, e foi nomeado imperator destinatus (ou designatus) em 197, possivelmente em seu aniversário, 4 de abril, e certamente antes de 7 de maio. Assim, tecnicamente, ele se tornou parte da bem lembrada dinastia Antonina.

### Co-augustus
O pai de Caracala o nomeou como Augustus e imperador pleno a partir de 28 de janeiro de 198. Este foi o dia em que o triunfo de Septímio Severo foi celebrado, em homenagem à sua vitória sobre o Império Parta nas Guerras romano-persas. Ele saqueou com sucesso a capital parta, Ctesifonte, depois de vencer a Batalha de Ctesifonte, provavelmente em outubro de 197. Ele também recebeu o poder tribunício e o título de imperator. Nas inscrições, Caracalla recebe a partir de 198 o título de chefe do sacerdócio, pontífice máximo Seu irmão Geta foi proclamado nobilissimus caesar no mesmo dia, e seu pai Septímio Severo foi premiado com o nome de vitória Parthicus Maximus.
Em 199, ele foi introduzido no irmãos arvais e recebeu o título de pai da pátria. Em 202, foi cônsul romano, tendo sido nomeado cônsul designado (consul designatus) no ano anterior. Atuou com seu pai, que servia pela terceira vez.
Em 202, Caracalla foi forçado a se casar com a filha de Caio Fúlvio Plauciano, Fúlvia Plaucila, uma mulher que ele odiava, embora o motivo fosse desconhecido. O casamento ocorreu entre 9 e 15 de abril.
Em 205, Caracala foi cônsul pela segunda vez, em companhia de Geta — primeiro consulado de seu irmão. Por volta de 205, Caracala executou Plauciano por traição, embora ele provavelmente tenha fabricado as evidências da conspiração. Foi então que baniu sua esposa, cujo assassinato posterior pode ter sido executado sob as ordens de Caracala.
Em 28 de janeiro de 207, Caracalla celebrou sua decennalia, o décimo aniversário do início de seu reinado. O ano de 208 foi o de seu terceiro consulado — o segundo de Geta. O próprio Geta recebeu o posto de augusto e poderes tribunícios em setembro ou outubro de 209.
Durante o reinado de seu pai, a mãe de Caracalla, Júlia Domna, desempenhou um papel público proeminente, recebendo títulos de honra como "Mãe do acampamento", mas também desempenhou um papel nos bastidores ajudando seu marido a administrar o império. Descrita como ambiciosa, Júlia Domna cercou-se de pensadores e escritores de todo o império. Enquanto Caracala reunia e treinava tropas para sua planejada invasão persa, Júlia permaneceu em Roma, administrando o império. A crescente influência de Júlia nos assuntos de estado foi o início de uma tendência de influência das mães dos imperadores, que continuou ao longo da dinastia Severa.